# Pantana ruficeps
Pantana ruficeps är en fjärilsart som beskrevs av Rothschild 1920. Pantana ruficeps ingår i släktet Pantana och familjen tofsspinnare. Inga underarter finns listade i Catalogue of Life.